# 安娜·沃特金斯
安娜·沃特金斯（英語：Anna Watkins，1983年2月13日—），旧姓贝宾顿（Bebington），英国女子赛艇运动员。她曾代表英国参加2008年和2012年夏季奥林匹克运动会赛艇比赛，获得一枚金牌和一枚铜牌。